# リクルートスーツ

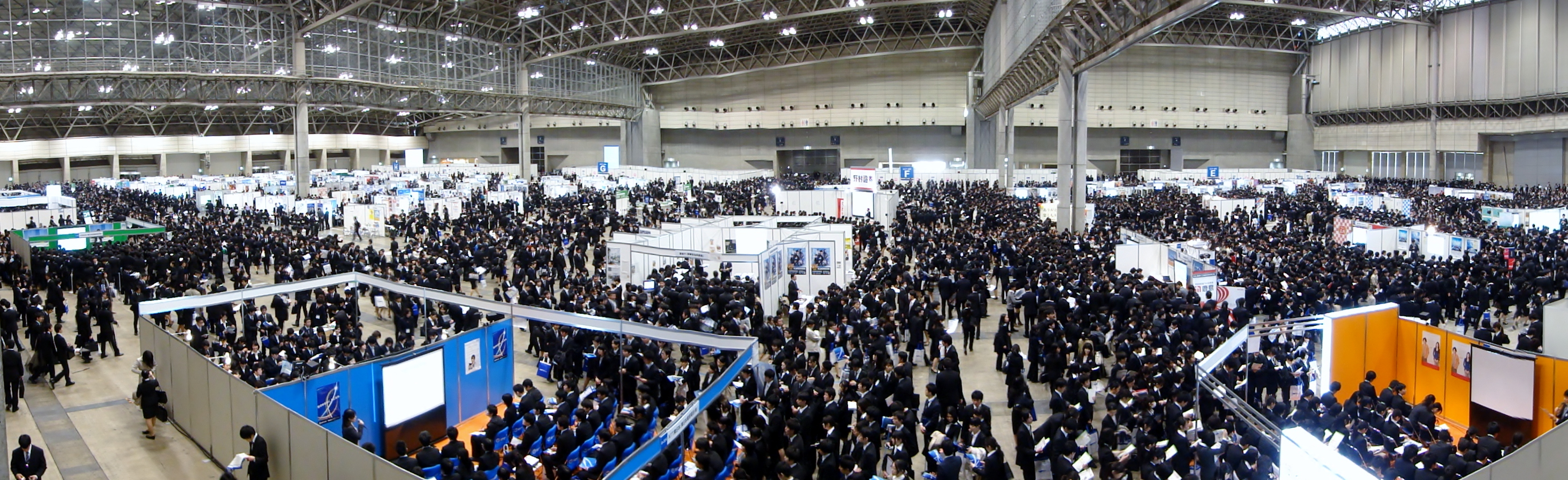
大半の求職者がリクルートスーツを着用して臨む合同企業説明会の様子

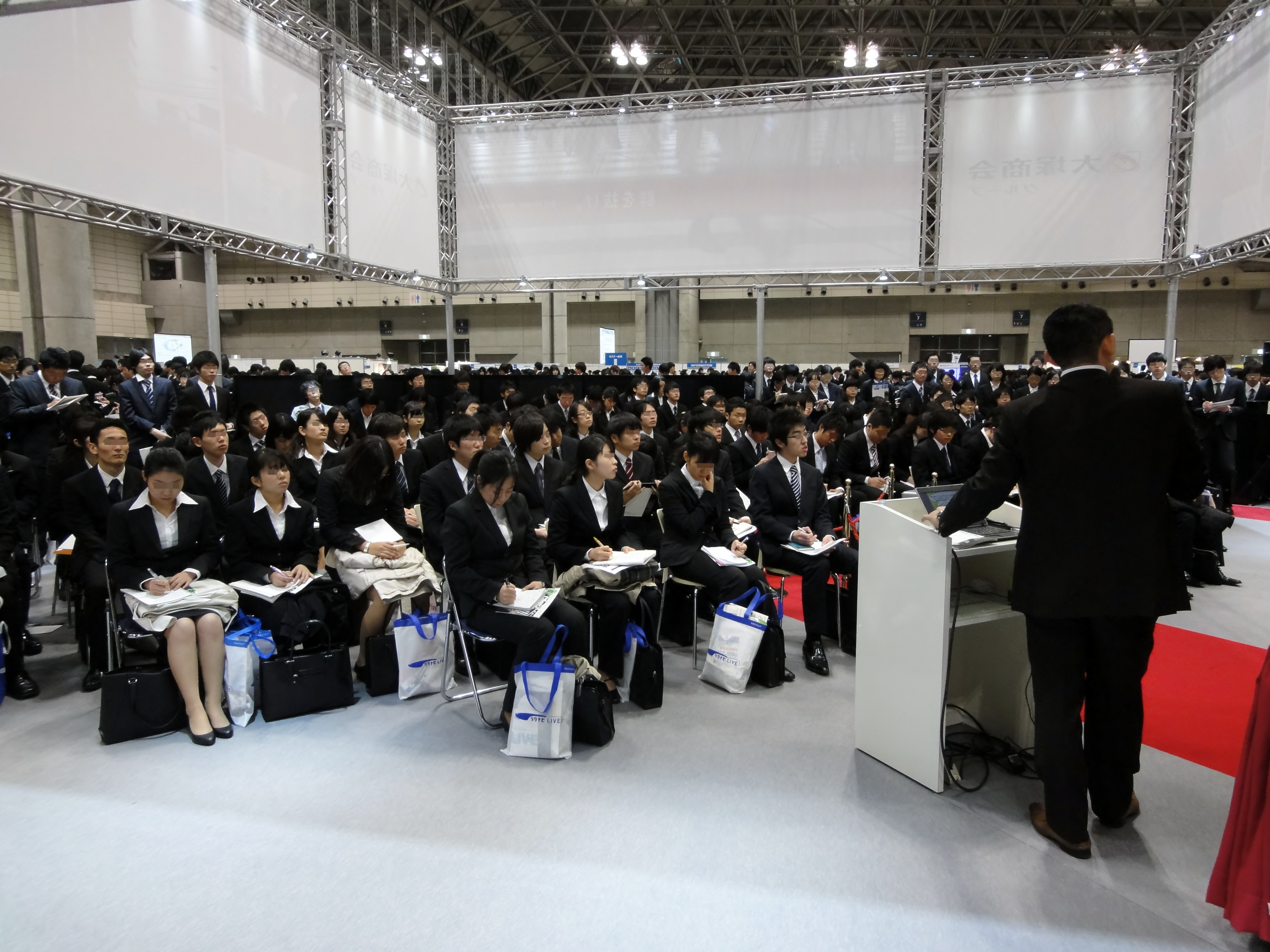
会社説明会の様子

リクルートスーツは、現在の日本において就職活動中に着用することを目的とした被服（主にスーツ）とその着こなしのスタイルのこと。リクルートスーツは和製英語であり、「リクスー」や「就活スーツ」と称されることもある。

## 概要
リクルートスーツなる語が用いられるようになったのは、1970年代末頃からで、それ以前は大学入学時に購入した学生服を着用するのが定番であった。1971年の就職情報誌は普段は着ない学生服を着て企業を訪問する学生を取り上げ、丸の内では例年こうした学生の姿が見られる、としている。1975年の週刊誌にも就職活動の学生に向け、学生服を応援団から借りるのはやめた方がよい、と忠告する記述がみられる。
スーツ着用が広まり始めたのは、1976年に大学生協が伊勢丹との協力で就職活動向けのスーツの特設販売を行ったのがきっかけで、翌年からはデパートが一斉に追随したという。この特設販売に携わった職員は、「リクルートスーツ」という言葉の生みの親とも呼ばれている。
1980年時点では、デパートのスーツ販売を取り上げた新聞記事において、「リクルート・スーツ」がデパートの秋口の目玉商品として定着した、と評される状況となっている。1980年の週刊誌に掲載された記事では商社の採用担当者の発言として、就職活動をする学生は10人に1人が学生服で、大半はスーツと述べている。また同時期の大学生協の調べでもスーツが主流となっており、色は7割から8割が紺系、9割は就職活動の際に新規に購入しているとされている。
女子学生については進行が異なっており、1981年の女性誌の調査では、スーツが多数派ながら、ブレザー、ワンピースを着用する学生もいた。1983年には、伊勢丹が女子学生向けのリクルートスーツを売り出し、男女雇用機会均等法が施行された1986年以降は、女子についても濃紺のスーツばかり、という状況となっていった。
現在までに、男女共に黒無地のリクルートスーツスタイルが確率・定着した。女子のボトムスでは、タイトスカートのものがオススメかつ人気で、どの業種にも通用し、最もきちんとした印象を与えられる。

## ギャラリー
店頭に並ぶリクルートスーツ㈠
店頭に並ぶリクルートスーツ㈡
大学での販売会に並ぶリクルートスーツ
証明写真でリクルートスーツを着た女性（全身／上半身）
企業の入社式に出席するリクルートスーツ姿の新入社員㈠
企業の入社式に出席するリクルートスーツ姿の新入社員㈡
リクルートスーツ姿の男女のイラスト（ページ上部）

## 着こなし・マナー
女子
男子
業界別